# Bankett (Hotel)
Als Bankett wird innerhalb eines Hotels eine Abteilung bezeichnet, die speziell für die Ausrichtung großer Feiern (Banketts) ausgelegt ist.
Das Hauptgeschäft in den meisten Hotels liegt allerdings bei Tagungen, Seminaren und Konferenzen, die von dieser Abteilung angeboten und durchgeführt werden.
In vielen Betrieben wird das Bankett mit dem Bankett-Service (BQT-Service) als operative Abteilung und dem Bankett-Verkauf (BQT-Sales) als administrative Abteilung geführt, denen der Wirtschaftsdirektor (F&B-Manager) unter anderen vorsteht.
Wegen der umfassenden Aufgaben ist diese Abteilung – die je nach Hotelgröße für Feiern von bis zu mehreren hundert Personen ausgelegt ist – in jedem Hotel naturgemäß sehr personalintensiv und braucht große Lagerräume für die Mengen an Material für alle Gelegenheiten.

## Bestuhlungsformen, Bestuhlung
Unter Bestuhlung (englisch set up) versteht man in der Regel den Aufbau eines Raumes für eine Tagung oder eine Veranstaltung. Die bedeutendsten Bestuhlungsformen des modernen Kongresstourismus umfassen die Theater oder Stuhlreihen (keine Tische), U-Tafel, Blocktafel, Klassenzimmer, Parlamentarisch, Fischgräte oder Bankett (runde oder eckige Tische). Die Wahl der Bestuhlung hängt maßgeblich vom Charakter der Veranstaltung und vom (inhaltlichen) Ziel des Veranstalters ab. So wird bei Meetings mit stark kommunikativem und interaktivem Charakter eher eine U-Tafel oder Blocktafel genutzt. Für Vorträge und Schulungen eignen sich eher Theaterbestuhlungen (wenn kein Mitschreiben nötig ist) oder Klassenzimmer (Stühle und Tische).
Eine Sonderform der Bankettbestuhlung (runde oder eckige Tischgruppen mit Stühlen) wird als Kabarett- oder Kaffeehausbestuhlung bezeichnet. Bei dieser Form des Setups werden die Tischgruppen nur halb bestuhlt, sodass alle Gäste die Möglichkeit haben, die Präsentationsfläche einzusehen, ohne dem Tisch den Rücken zuzukehren.